# Route 101 (Colombie-Britannique)
La Route 101, aussi connue comme la Sunshine Coast Highway, est une route de 156 km (97 mi) sur la Sunshine Coast de Colombie-Britannique.
La route 101 a ouvert en 1962. Elle est divisée en deux segments séparés reliés par un traversier. Bien qu'elle se trouve sur la terre ferme, la route n'est pas reliée aux autres routes du réseau routier de la province.

## Description du tracé

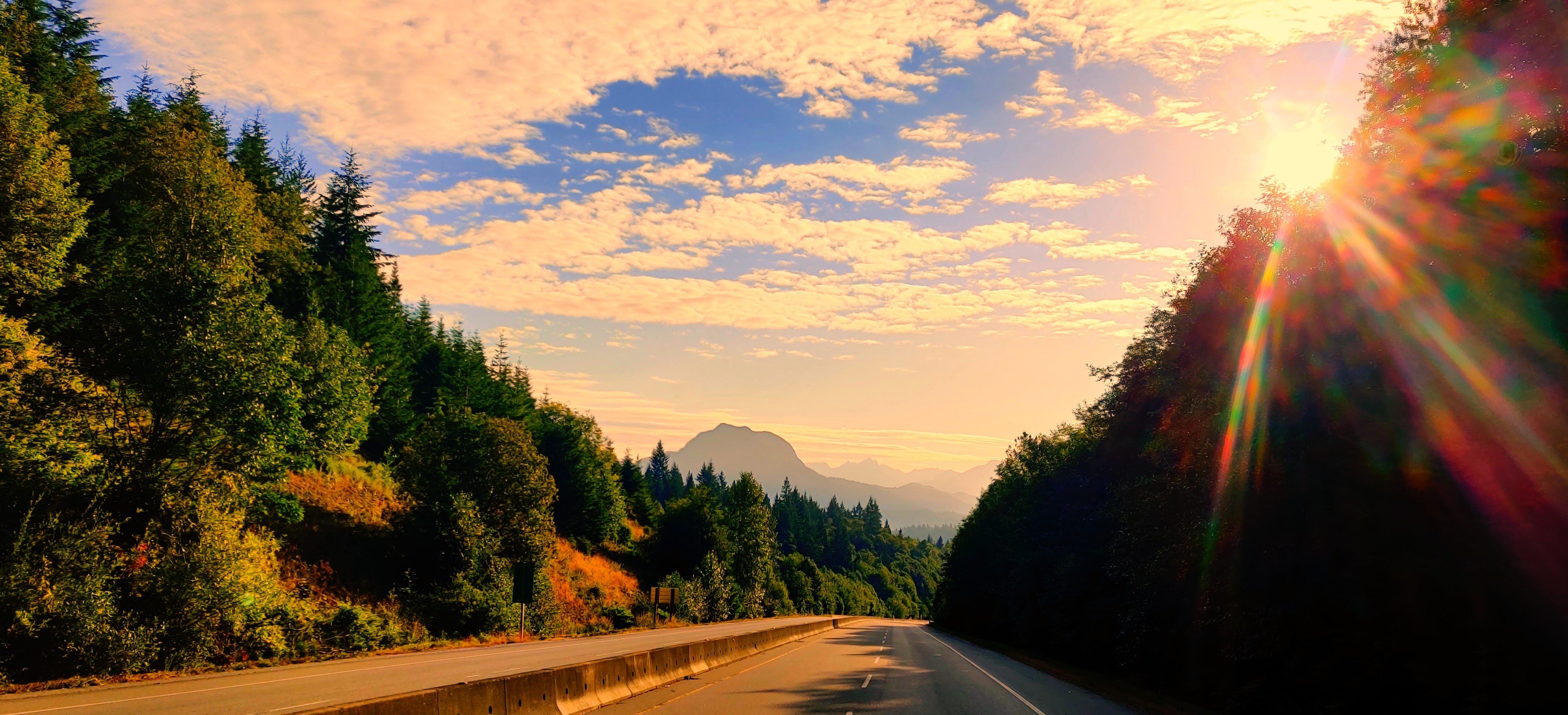
Highway 101 on the Gibsons Bypass.

La distance totale de la route, incluant le lien en traversier, est d'environ 156 km (97 mi). La majorité du tracé de la route compte deux voies et est très sinueux.

### Segment sud
La route débute au quai de traversier de BC Ferries à Langdale, lequel relie la Sunshine Coast à Vancouver via un trajet de traversier dans la Baie Howe jusqu'à Horseshoe Bay. Le segment sud parcourt 80 km (50 mi). Tout juste après avoir quitté le quai de Langdale, la route 101 emprunte le Gibson's Bypass, une route de 2 km (1,2 mi) à quatre voies visant à contourner la ville de Gibsons. Cette voie de contournement prend abruptement fin à une intersection où les automobilistes doivent bifurquer vers le sud sur une série de rues étroites dans la petite zone commerciale de Gibsons. Après avoir quitté Gibsons, la route parcourt 20 km (12 mi) jusqu'à Sechelt, en passant par Roberts Creek. À Sechelt, la route emprunte Main Street avant de quitter la ville en longeant la côte. Sur les prochains 60 km (37 mi), la route serpente entre les montagnes et les plans d'eau. Elle passe par Halfmoon Bay et Madeira Park avant de s'éloigner de la côte. Elle entre dans une zone plus forestière et atteint finalement Earls Cove, où elle emprunte le traversier vers Saltery Bay.

### Segment nord

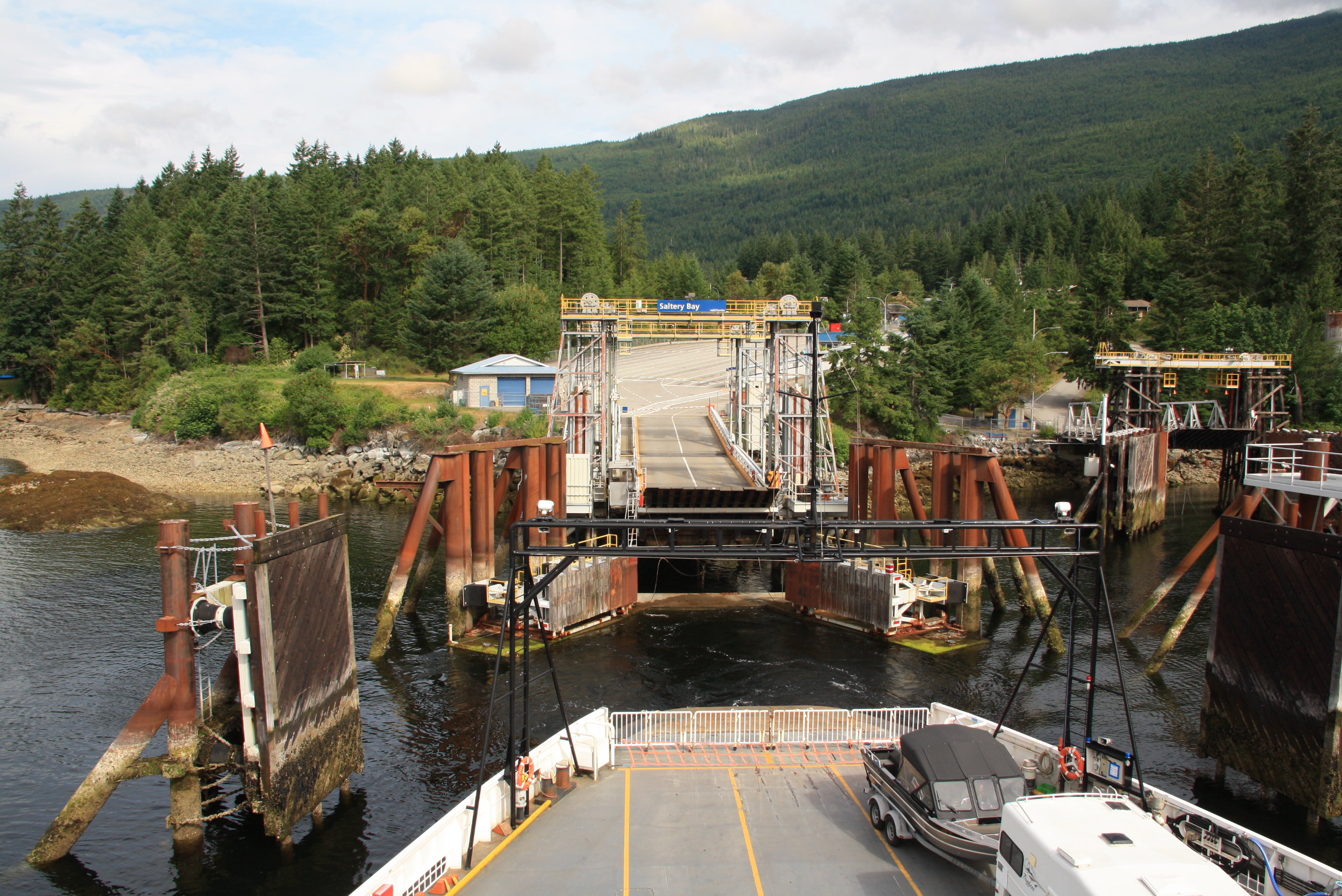
Quai de traversier à Saltery Bay

Le segment nord de la route parcourt 59 km (37 mi) le long du Détroit Malaspina. Elle passe par les hameaux de Stillwater et de Lang Bay. Elle entre ensuite dans la petite ville de Powell River en formant sa rue principale. Elle traverse le Lac Powell et entre dans la communauté de Tla'amin. À partir de cet endroit, la route devient une petite route rurale pour ses derniers 15 km (9 mi) jusqu'à la communauté de Lund, où la route prend fin au quai de traversier menant à Savary Island.

## Propositions de liens routiers

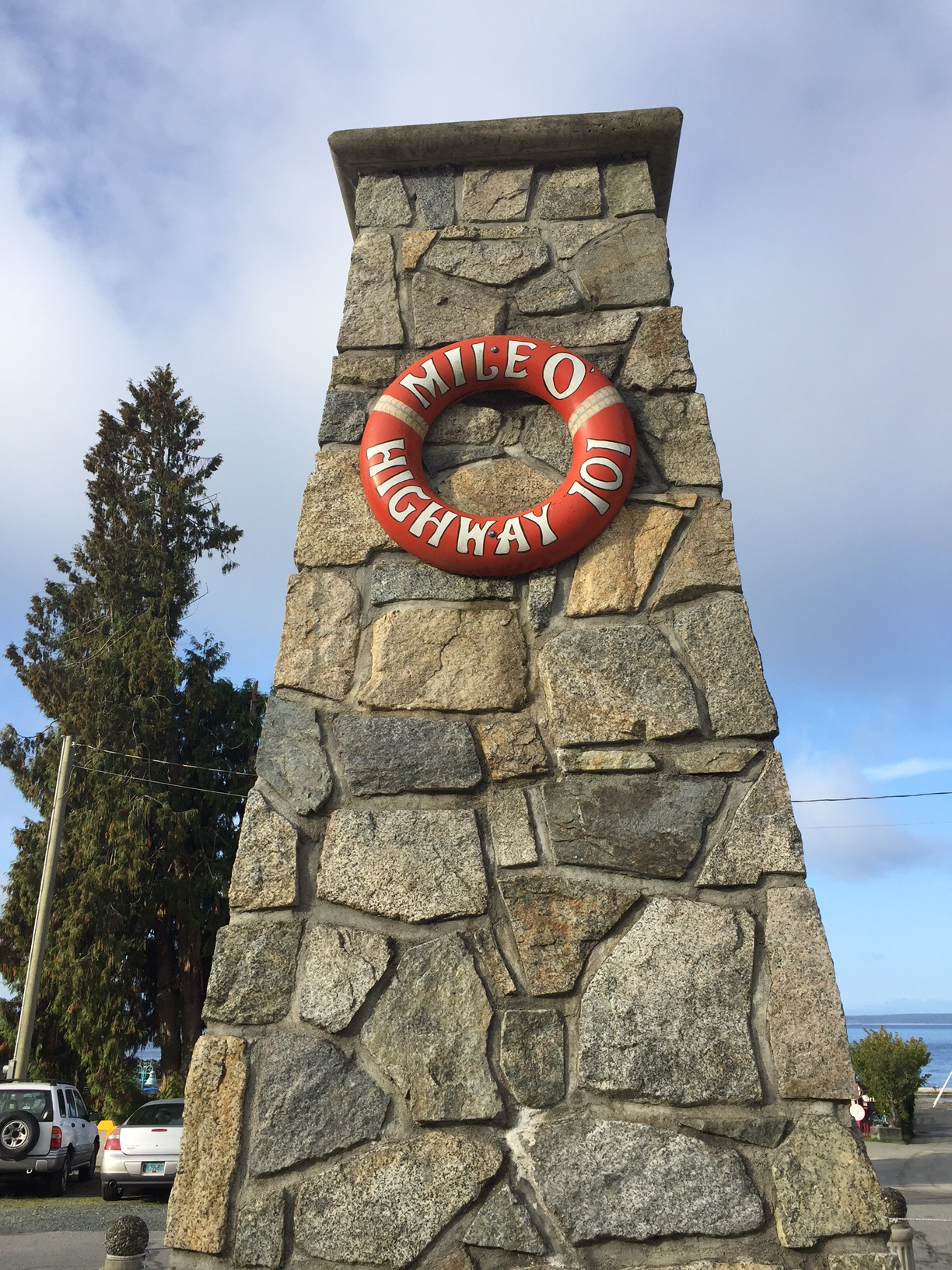
Borne kilométrique à Lund marquant le terminus de la route

Le gouvernement provincial a conduit plusieurs études de faisabilité afin de relier la route 101 aux Basses-terres continentales, en plus de remplacer le traversier entre Earls Cove et Saltery Bay.
- Prolongement de 58 km (36 mi) sur la rive ouest de la Baie Howe qui relierait la route à la route 99 près de Squamish.
- Prolongement de 22 km (14 mi) en traversant la Baie Sound via un pont en passant par Anvil Island qui la relierait à la route 99 près de Lions Bay. Cette option est exclue par Islands Trust.
- Une nouvelle route de 200 km (124 mi) reliant Powell River à Squamish avec une paire de tunnels sous la Chaîne côtière.
- Un lien de 19 km (12 mi) entre les deux segments de la route 101 éliminant le traversier entre Saltery Bay et Earls Cove via une paire de ponts.

Les quatre options sont considérées comme possibles, avec un rapport coûts / bénéfices positif. L'étude a toutefois été conclue comme incomplète et a recommandé d'autres analyses de chacune des quatre options. En 2017, le gouvernement a annoncé remettre les projets en raison d'enjeux techniques et financiers.

## Intersections majeures
| District régional | Ville        | km     | Destinations                                               | Notes                                                      |
| ----------------- | ------------ | ------ | ---------------------------------------------------------- | ---------------------------------------------------------- |
| Sunshine Coast    | Langdale     | 0,00   | Quai de Langdale – BC Ferries vers Horseshoe Bay (Route 1) | Quai de Langdale – BC Ferries vers Horseshoe Bay (Route 1) |
| Sunshine Coast    | Gibsons      | 4,89   | Gibsons Way / School Road                                  | La BC-101 bifurque vers l'ouest                            |
| Sunshine Coast    | Sechelt      | 26,26  | Dolphin Street / Wharf Avenue                              |                                                            |
| Sunshine Coast    | Earls Cove   | 80,29  | Quai de Earls Cove                                         | Quai de Earls Cove                                         |
| Jervis Inlet      | Jervis Inlet |        | Traversier Earls Cove–Saletery Bay                         | Traversier Earls Cove–Saletery Bay                         |
| qathet            | Saltery Bay  | 97,89  | Quai de Saltery Bay                                        | Quai de Saltery Bay                                        |
| qathet            | Powell River | 128,67 | Wharf Street / Westview Avenue – Traversiers               | Accès à l'Île Texada et Comox (Île de Vancouver)           |
| qathet            | Lund         | 156,36 | Traversier piétons – Savary Island                         | Traversier piétons – Savary Island                         |
| - Accès payant    |              |        |                                                            |                                                            |